# Josef Anton Becht
Josef Anton Becht, oft auch kurz Josef Becht oder mit der Vornamen-Schreibweise Joseph, (* 1. Dezember 1858 in Buchloe; † 22. März 1926 in München) war ein deutscher Organist, Kapellmeister, Dirigent und Musikpädagoge.

## Leben und Werk
Josef Anton Becht war Hofmusikdirektor und Hofkapellmeister an der Königlichen Vokalkapelle in München. Er wirkte auch als Musikpädagoge an der Königlichen Akademie der Tonkunst. Einer der Schüler von Josef Becht war dort der Dirigent Hans Oppenheim.
Becht spielte 1894 den Orgelsolopart in der Uraufführung des g-Moll Konzertes von Josef Gabriel Rheinberger unter der musikalischen Leitung von Richard Strauss an der Maerz-Orgel im Münchener Odeon. Später wirkte Becht im Zusammenhang mit der Verbringung dieser Maerz-Orgel nach St. Rupert in München gutachterlich und bestätigte die Authentizität des Instruments.